# Longosaurus longicollis
Il longosauro (Longosaurus longicollis) è un dinosauro carnivoro appartenente alla famiglia Coelophysidae. Visse nel Triassico superiore (tardo Norico, circa 210 milioni di anni fa) e i suoi resti fossili sono stati ritrovati in Nordamerica (Nuovo Messico).

## Classificazione
Questo dinosauro è stato descritto per la prima volta da Edward Drinker Cope nel 1887, sulla base di alcuni fossili frammentari comprendenti vertebre cervicali e un ilio. Cope denominò i resti Tanystropheus longicollis. Successivamente i resti vennero attribuiti al dinosauro Coelophysis, poi divenuto famoso nella storia della paleontologia grazie a numerosi resti fossili completi ritrovati nella località di Ghost Ranch. Nel 1984 Welles attribuì la specie Coelophysis longicollis a un nuovo genere, Longosaurus appunto, basandosi però sull'ilio di un altro esemplare, non comparabile con il lectotipo dell'originale Tanystropheus longicollis. Il nome onora Robert A. Long, un paleontologo che per primo riconobbe i tratti distintivi di questo taxon. La confusione riguardo alla tassonomia di questi esemplari frammentari è aumentata con l'attribuzione a Longosaurus di alcuni fossili che Fredrich von Huene ascrisse a Coelophysis longicollis.
In ogni caso, l'ilio divenuto il lectotipo di Longosaurus è lungo circa 19 centimetri ed è appartenuto senza dubbio a un membro dei celofisidi, un gruppo di dinosauri carnivori dalle caratteristiche primitive vissuto tra il Triassico superiore e il Giurassico inferiore. L'ilio possiede un margine posteriore concavo del processo postacetabolare, che lo caratterizza come appartenente a un celofiside.